# Chrysolytis
Chrysolytis là một chi bướm đêm thuộc họ Lyonetiidae.

## Các loài
- Chrysolytis deliarcha Meyrick, 1937